# Marollen
De Marollen (Frans: Les Marolles) is een wijk in de Belgische stad Brussel. Het is de oudste volksbuurt van Brussel, gelegen tussen het Justitiepaleis en het Zuidstation. In het hart van de Marollen bevinden zich de Miniemenkerk, de Kapellekerk en het Vossenplein, bekend van de rommel- en brocantemarkt die er dagelijks plaatsvindt. De grote verkeersaders door de Marollen zijn de Hoogstraat, de Blaesstraat en de Huidevetterstraat. Inwoners van de Marollen worden, op zijn Frans, Marolliens genoemd.
Ongeveer sinds de overgang van de 20ste naar de 21ste eeuw zijn de Marollen aan een opmars begonnen en klimt de buurt uit een dal. Vroeger was het straatbeeld vol met zwervers en drugsdealers, maar tegenwoordig vestigen zich er steeds meer hippe winkels en spreekt men zelfs over verzaveling.

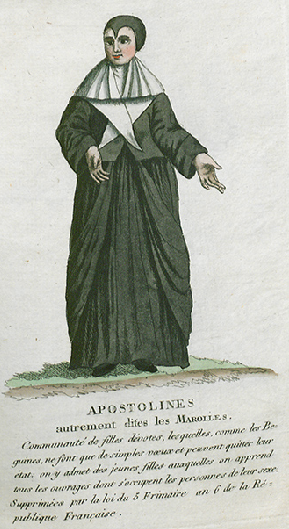
Een apostolline of marollezuster (tekening 1811)

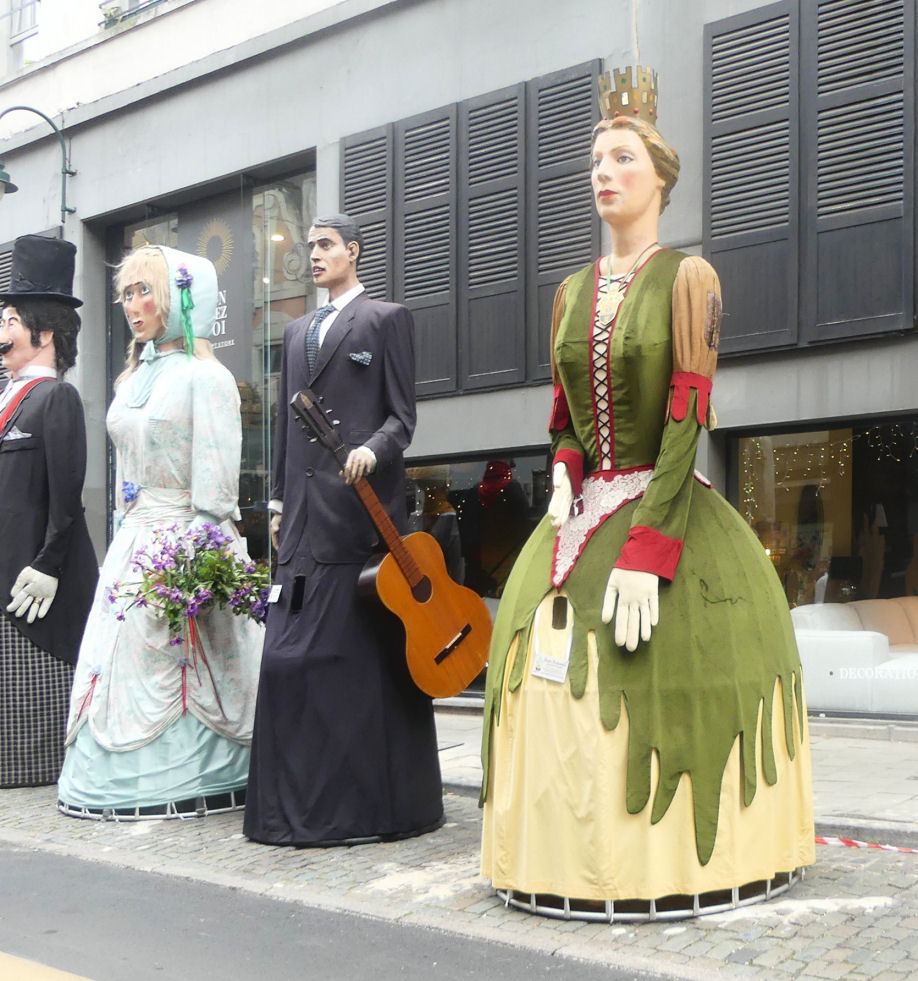
Reuzen van het Bruegelcomité, Marollen

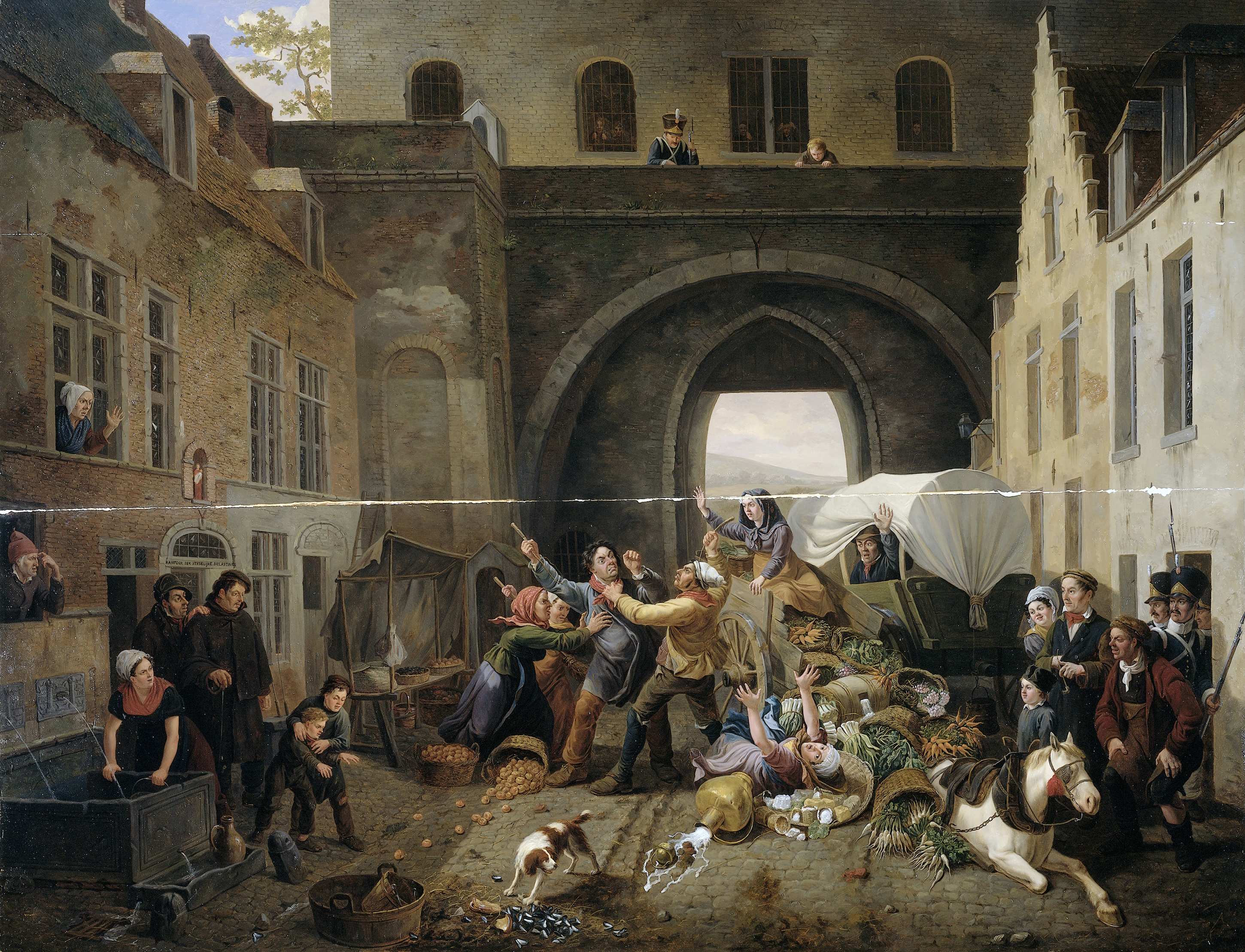
Een aanrijding bij de Hallepoort, 1823

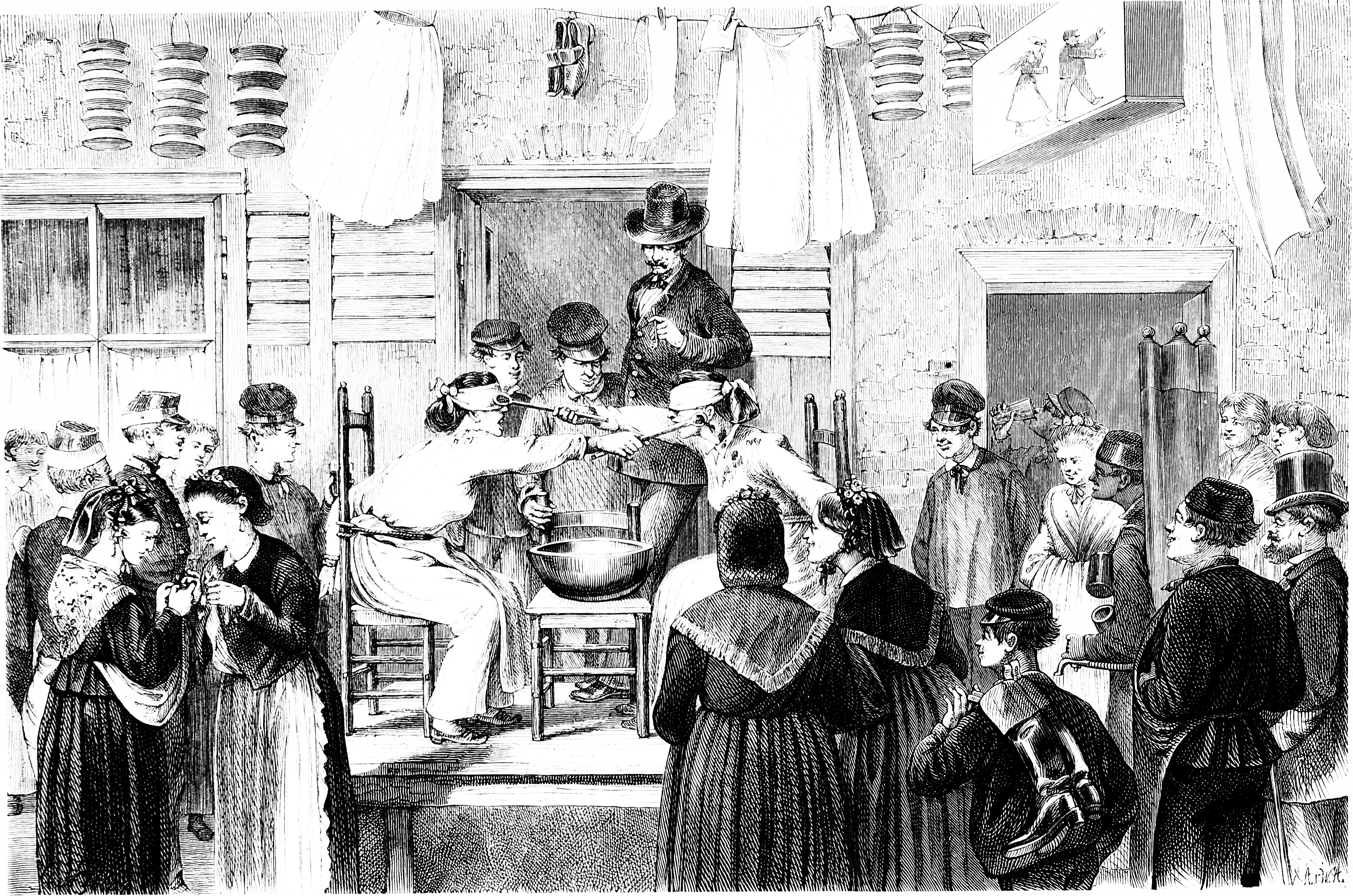
Volksvermaak in de Marollen (1876)

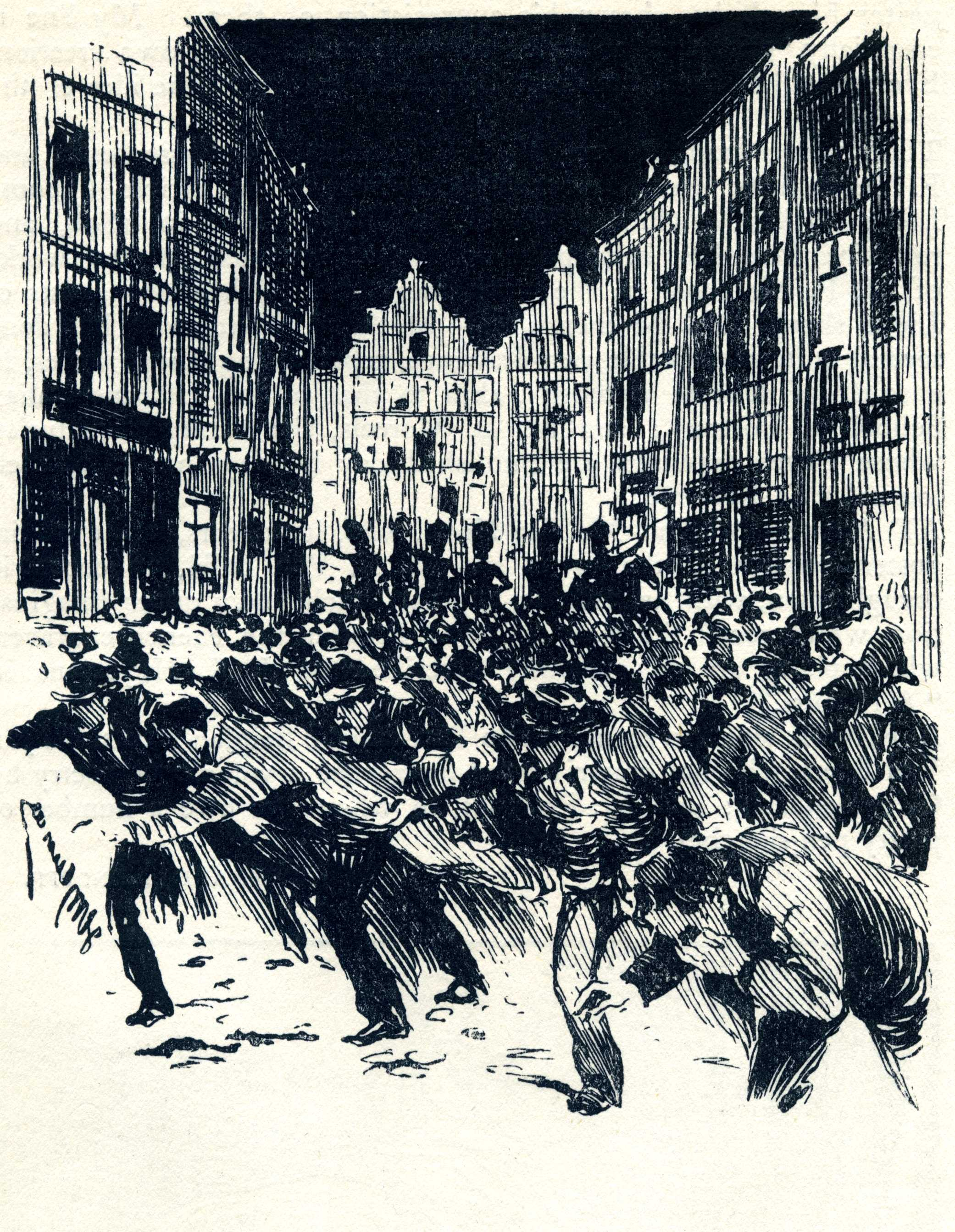
Gendarmen chargeren betogers in de Marollen (1902)

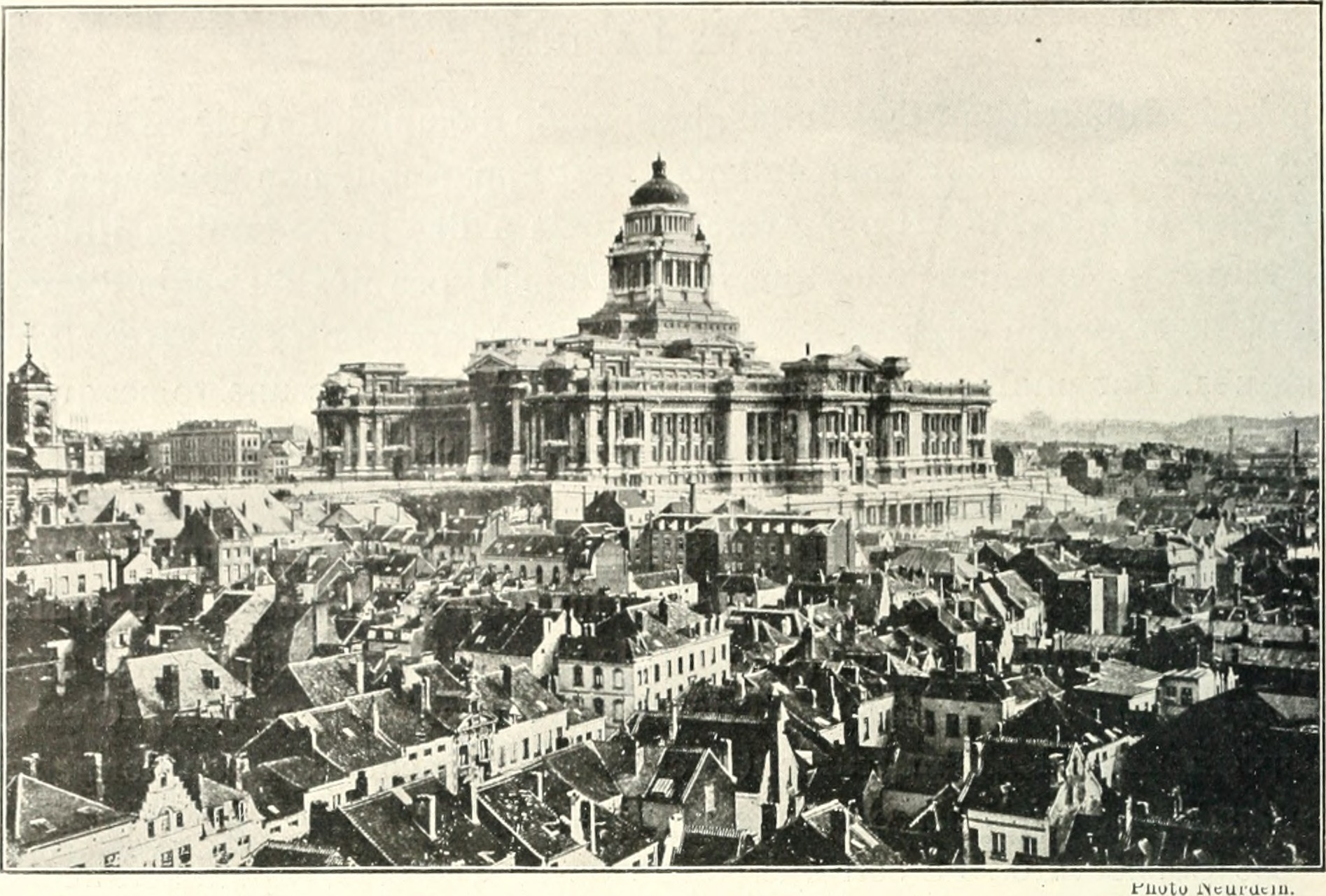
De Marollen aan de voet van het Justitiepaleis (1910)

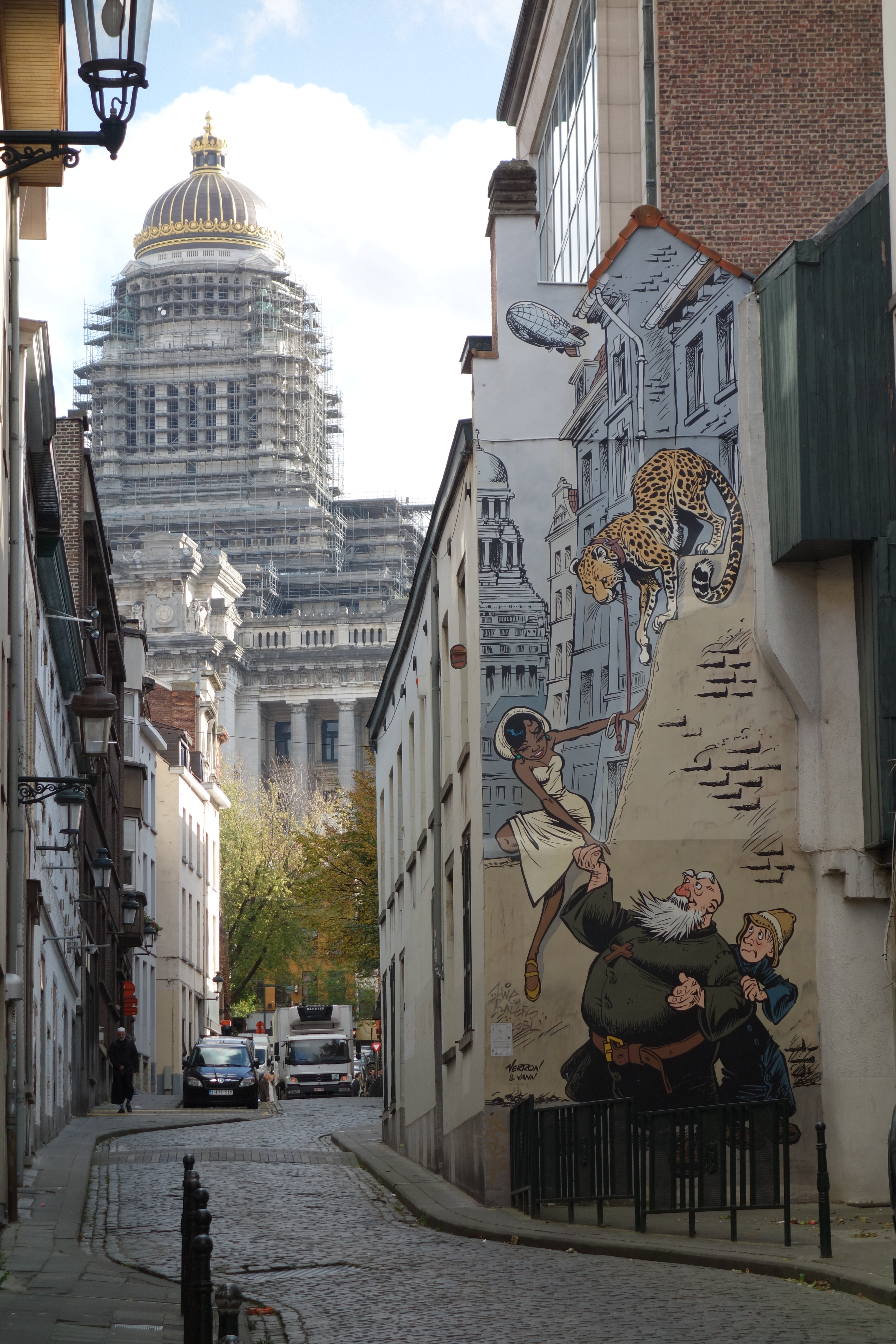
Kapucijnenstraat

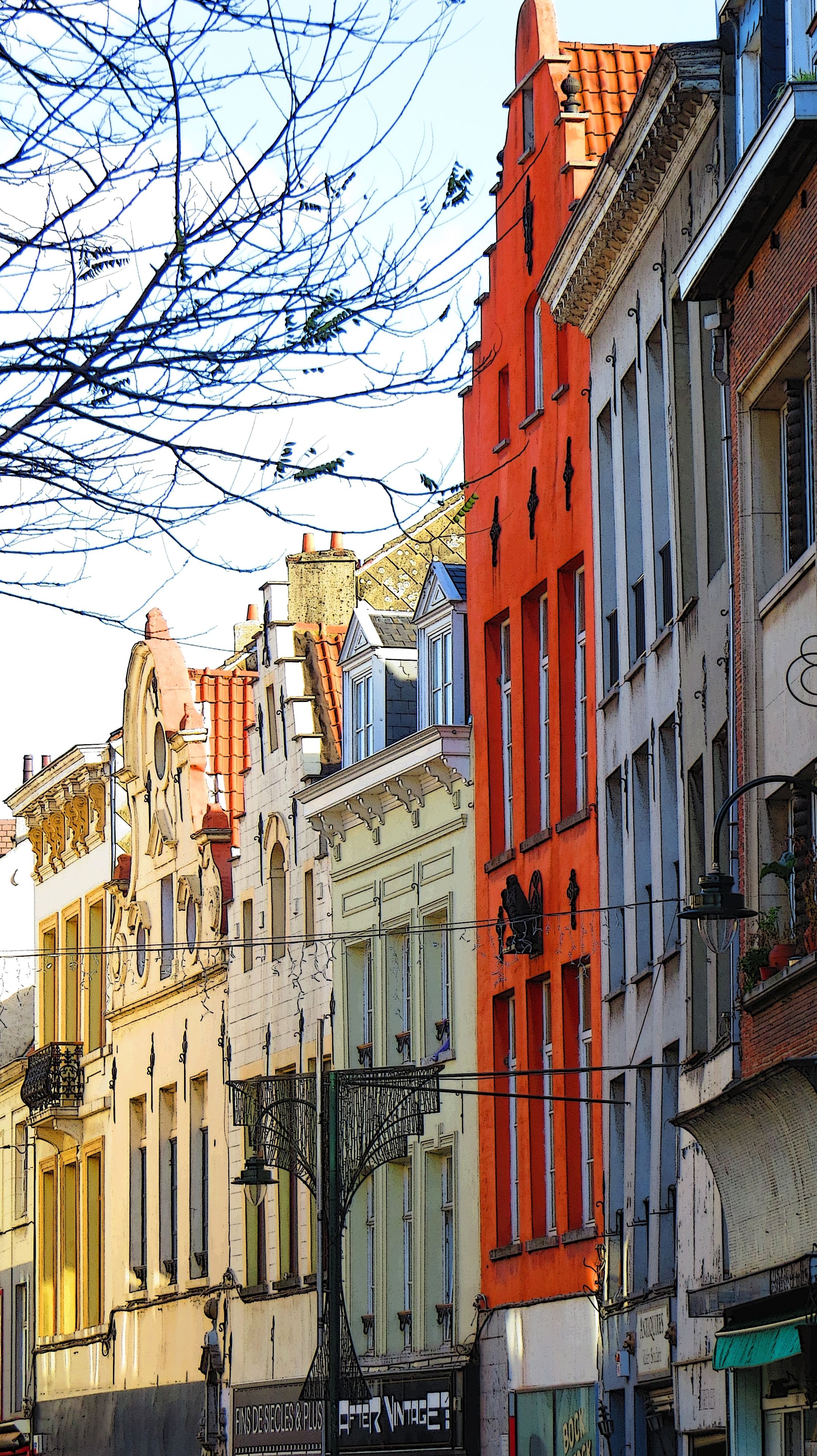
Oude huizen in de Hoogstraat

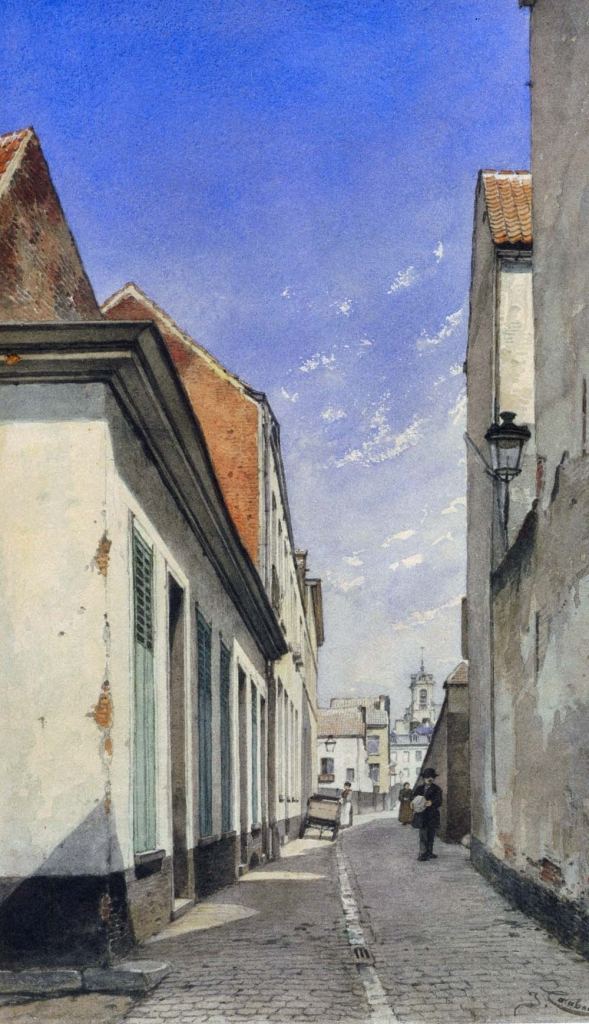
Een verdwenen stuk Miniemenstraat op een aquarel van Jacques Carabain (1897)

## Etymologie
De wijknaam heeft een mogelijk religieuze oorsprong. Volgens de traditie kwamen in 1691 de zusters apostolinnen naar wat toen Bovendaal heette en nu de Montserratstraat. In deze prostitutiewijk wilden ze 'gevallen meisjes' verbeteren. Blijkbaar gingen ze door voor marollen, een volkse naam die het eerst gebruikt werd om de maricolenzusters aan te duiden, Mariavereerders waarmee de apostolinnen verwant waren. Al spoedig stond de straat bekend als op de Marollen. De zusterlijke aanwezigheid was van korte duur, want al in 1715 verhuisden ze naar de Hooikaai. In 2018 werd betoogd dat de apostolinnen zelfs nooit in de bovenstad hebben verbleven.
Een alternatieve verklaring brengt de naam meer rechtstreeks in verband met het prostitutieverleden van Bovendaal. Marolle zou een aanduiding zijn geweest voor meisje van lichte zeden, slet. Dit ging terug op de losbandige praktijken waarvoor rond die tijd de abdij van Marolles in opspraak was gekomen. In het Frans ging men zelfs ironisch spreken van pucelle des Marolles ('Marollenmaagd') als men een meisje van lichte zeden bedoelde. Het soms aangehaalde verhaal dat de wijknaam teruggaat op de Henegouwse arbeiders die hun (stink)kaas Maroilles meebrachten, verwijst trouwens naar de kaas van diezelfde abdij (waarvan de naam etymologisch een identieke oorsprong heeft als Maricolen: Mariavereerders).

## Geografie
De Marollen bevinden zich ten zuiden van het centrum van Brussel, in de onderste punt van de vijfhoek. De wijk heeft een oppervlakte van 52 hectare. Het Poelaertplein, de Zuidlaan, de Noord-Zuidverbinding, het Kapelleplein en de Miniemenstraat vormen de grenzen van de Marollen. Twee bijna evenwijdige assen, de Hoogstraat en de Blaesstraat, doorkruisen de wijk.
Historisch lagen de Marollen hoger dan nu en beperkten ze zich tot de Montserratstraat en enkele kwalijk gereputeerde straten errond (Miniemenstraat, Voorzorgsstraat, Valkstraat, Waaierstraat, Onze-Lieve-Vrouw-van-Gratiestraat). Vlak ernaast heeft de bouw van het Justitiepaleis de buurt geamputeerd van dichtbevolkte stegen en honderden huizen.

## Geschiedenis

### Middeleeuwen
Het gebied waar nu de Marollen liggen, groeide rond de Kapellekerk, zo genoemd omdat men er in 1134 een kapel bouwde gewijd aan Onze-Lieve-Vrouw. Vlug kwamen daar wat woningen van ambachtslui rond. Nog een kilometer verder, langs de oude Romeinse heirweg, kwam een leprozerie (melaatsen werden toen uit de stad gebannen). Dat zijn de twee plaatsen waartussen de Marollen zouden groeien: de Kapellekerk enerzijds en anderzijds het Sint-Pietershospitaal. Daartussen loopt de Hoogstraat.
In de 13e eeuw werd Brussel omringd door de eerste omwalling. De Marollen vielen daarbuiten, want die omwalling diende minder om de stad te beschermen tegen de vijanden van buiten de stad, dan om de armen (nogal opstandig grauw) op afstand te houden. 's Avonds werden bij het sluiten van de stadspoorten de klokken geluid en moesten de arbeiders, bedelaars en ander plebs dat elders hoorde de stad verlaten.
De eerste vermelding van een Walsche Plaetse (1328) wijst wellicht op een vroege aanwezigheid van Franstalige handelaars en ambachtslui in de wijk. De wijk was een logische aankomstplaats voor migranten uit het zuiden.
De handwerkers veroorzaakten vanaf de 14e eeuw voortdurend onlusten. De Marolliens, wevers en anderen, eisten hun rechten op. De heetste episode vond plaats in 1360: in een gecoördineerde opstand (meutemaquerie) vielen arbeiders de Steenpoort aan, maar de patriciërs stichtten brand in hun wijk en hakten hen dan in de pan.
Een tweede omwalling bracht de Marollen in 1383 volledig binnen de stadsmuren. In de wijk vestigden zich veel kleine ambachtslui. Deze beroepen vindt men terug in de straatnamen: de huidevetters (leerlooiers), goudsmeden, stoelenmakers, borduurders, timmerlieden. De bevolking groeide maar aan, met als gevolg dat de spanning ook steeg.
In 1405 woedde er brand in de wijk en werden vooral scaerlaekenmaekers getroffen. Eigentijdse kronieken schatten de verwoesting op meer dan duizend vernielde huizen en weefgetouwen.

### 16e eeuw
Als eersten vestigden de kapucijnen in 1587 een klooster met 70 cellen in de wijk. Hun strenge maar contemplatieve leven maakte dat keizer Jozef II hen in 1783 indeelde bij de onnutte kloosters en afschafte.

### 17e eeuw
Nogal wat kloosterorden zagen de grote armoede in de Marollen en kwamen zich hier vestigen: o.a. de miniemen (1616), de brigittinnen (1623), de visitandinnen (1660) en de apostolinnen (1691). De kloosters zelf zijn niet bewaard, wel een tweetal kerken (Sint-Jans en Sint-Stevenskerk der Miniemen en Brigittinnenkapel).

### 19e eeuw
De industrialisering van de 19e eeuw bracht verpaupering in de Marollen, door Adolphe Quételet in kaart gebracht met de nieuwste statistische methodes. De mensen leefden opeengepakt in krotwoningen zonder hygiëne. Langzaam en tegen de repressie in groeide hier de arbeidersbeweging, die sociale en ook politieke eisen begon te stellen. In het café De Blauwe Lemmen (toen nog aan de Brigittinen, nu op het Vossenplein) werd in 1848 de Belgische Liga voor het Algemeen Stemrecht opgericht, onder impuls van Jacob Kats.
De 19e eeuw bracht ook grote stedenbouwkundige ingrepen in de Marollen. De overheid, die de veiligheid als reden opgaf, liet een tweede verkeersader door de buurt trekken: de Blaesstraat (1858). Langs die straat kwamen de brandweerkazerne (1863) en het Vossenplein (1854) als nieuwe bakens in de buurt. Maar vooral de bouw van het Justitiepaleis op de Galgenberg is markant. Niet omdat dit werk van Joseph Poelaert toen het grootste gebouw van Europa was, maar omdat de eerste onteigeningen in de Marollen plaats hadden. "De gebouwen waren van een dusdanige slechte kwaliteit, dat de vergoeding voor onteigening te verwaarlozen is", was de verantwoording van de overheid. De gigantische werf sleepte aan van 1866 tot 1883. Niet te verwonderen dat een scheldnaam als "schieve, rotte, vuile architect" in de Marollen ontstond. Tijdens de inauguratie drong een bende het paleis binnen en sloegen ze alles wat ze konden kort en klein.
Ondertussen waren de religieuzen teruggekeerd in de wijk: kapucijnen, Zwarte Zusters, Kleine Zusters van de Armen en Dochters van Liefde. Die laatsten vestigden zich op nr. 150 van de Hoogstraat. Hun klooster werd later een weeshuis, dan een school en eindelijk, in dezelfde geest, huisvesting voor kansarme gezinnen: "Le Nouveau 150".

### 20e eeuw
De eeuwwisseling was woelig in de Marollen. De sociale strijd bereikte een kookpunt. Op Rode Pasen van 1899 was vlak bij het Volkshuis van Horta geopend, maar de aspiraties reikten verder. Demonstraties en stakingen vonden plaats in de Hoogstraat en op het Kapelleplein om het enkelvoudig stemrecht te bekomen. Marollenzoon Jean Volders had het vuur aan de lont gestoken maar was voortijdig overleden. Een en ander culmineerde in de gewelddadig neergeslagen staking van 1902.
De repressie haalde voorlopig de bovenhand, maar de autoriteiten beseften dat ze de leefomstandigheden in de Marollen moesten verbeteren. De armoede werd steeds maar groter, de bevolking groeide aan, maar het sanitair was beperkt aanwezig. In sommige cafés bleven de minstbedeelden slapen "op de koord". Ze sliepen op hun stoel, met hun armen op een koord dat de bazin had gespannen. Eind 19e en begin 20e eeuw werden sociale woningen gebouwd zoals de Cité Hellemans (1915).
Gedurende de Eerste Wereldoorlog stond op de esplanade van het Justitiepaleis een kanon, gericht op de Montserratstraat.
Kort voor de Tweede Wereldoorlog arriveerden nieuwe groepen migranten in de Marollen: Spaanse republikeinen en Poolse Joden. Ondanks de overbevolking in de impasses was er een zekere samenhorigheid. Tijdens de oorlog was er in de Radijzenstraat een zwarte markt, maar tevens spanden de Marolliens samen om Joden stiekem te herbergen. Op 3 september 1942 hield het Duitse leger met groot machtsvertoon een pogrom in de Marollen. Veel Joden hadden wijselijk geen Jodenster afgehaald, maar werden nu opgespoord op basis van de Jodenregisters. Die dag werden er 718 van hen opgepakt en per vrachtwagen afgevoerd naar de Dossinkazerne, eindbestemming Auschwitz. Wie naar de grond kijkt, komt in de Marollen regelmatig een Stolperstein tegen.
Na de oorlog werden goedkope sociale woonblokken gebouwd, zoals de Nieuwe Blokken in de Hoogstraat (1952-65) en andere projecten in de Miniemenstraat, de Radijzenstraat, de Brigittinen en de Krakeelbuurt. Ook de uitbreiding van het Sint-Pietershospitaal in de jaren 60 bracht grote onteigeningen teweeg. Georganiseerd protest brak los in 1969, toen uitbreidingsplannen voor het Justitiepaleis slechte herinneringen losmaakten. De Montserratstraat, Priesterstraat, Voorzienigheidsstraat en Wolstraat waren bedreigd, maar ditmaal waren de Marolliens vastberaden. Ze vormden een comité dat bij de verschillende ministeries ageerde. Die periode is bekend onder de naam "Bataille de la Marolle". In september was de strijd gewonnen. Een gedenkplaat stelt opgelucht: Hier ligt de promotor en zijn trouwe echtgenote de bureaucratie. Eeuwige concessie. Als gevolg daarvan werd een pilootproject (OPRM) voor de renovatie van de Marollen gepland. Het werd goedgekeurd in 1974 en vanaf 1977 stilaan uitgevoerd.
Twintig jaar na de Strijd om de Marol, werden de bewoners van de Samaritanessenbuurt massaal uit hun woning gezet (1989). Zogenaamd omdat het er ongezond was, maar de echte reden was de uitbreiding van de handelszaken rond de Zavel en de Miniemenstraat. De politie zette iedereen op straat, maar in herhuisvesting was niet voorzien. Daarom werd besloten uit protest op straat te slapen. De "Operatie Matras" duurde twee maanden. Nadien kregen de meeste daklozen vervangende woonruimte. Er werd ook een wijkcontract uitgewerkt. Niet alleen de straatbewoners protesteerden, maar ook vakbondsleden en priesters.
In 1990 liep het pilootproject (OPRM) van 1974 serieuze vertraging op. De Marolliens nodigden niemand minder dan koning Boudewijn uit op hun Marollen-kermis. Er werd een eerste steen voor nieuwe woningen gelegd in de Montserratstraat. Vier jaar later haperde het OPRM opnieuw. Ditmaal was het de beurt aan koning Albert II en koningin Paola om het tekort aan behoorlijke en betaalbare woningen aan te klagen. Zij legden een eerste steen op de hoek van de Montserratstraat en de Liefdadigheidstraat. Het OPRM liep op zijn einde begin 2000. Maar de huurprijzen bleven maar stijgen. De gentrificatie van de wijk ging steeds maar verder, zodanig dat het Town Management Center voorstelde om de (te pejoratieve) naam van de Marollen te wijzigen in Breughelwijk.

## Volkswijk
De Marollen zijn wat men noemt een volkswijk. Niet verwonderlijk, als men weet dat 47,30% van de bevolking arbeiders zijn en 30,80% bedienden. Dit wil echter niet zeggen dat al deze mensen een betaalde baan hebben: 50% van de mensen leeft van een vervangingsinkomen. In de wijk is geen industrie en zijn er weinig kmo's. De tertiaire sector is wel goed vertegenwoordigd, maar het personeel komt van buiten de Marollen.

## Multicultureel
Vlamingen, Walen, Spanjaarden, Joden, Polen, Italianen, gevolgd door Magrebijnen en Afrikanen zijn in de Marollen voorbij gekomen.
In 2002 waren er 11.988 personen ingeschreven in de registers van de burgerlijke stand. Maar dat is niet de realiteit. Rekening houdend met het aantal illegalen, schatten sommigen dat er 14.000 inwoners zijn. In de Marollen zijn niet minder dan 112 verschillende nationaliteiten aanwezig.
Vergeleken met 1997 is in 2002 het aantal jongeren fors gestegen. De jongeren onder de 20 jaar maken een kwart van de bevolking uit. Van dit kwart zijn 80% van een vreemde afkomst. Er zijn 53% mannen en 47% vrouwen. Wat de gezinssamenstelling betreft zijn 32% alleenstaanden, 8% van de gezinnen bestaan uit 2 personen en 10% zijn gezinnen met tussen 3 à 6 personen.

## Taal
Het typische Marols dialect, al halfweg de 19e eeuw vrijwel uitgestorven, is een mix van Brabants en Waals, met volgens sommigen Spaanse en Jiddische invloeden. Het onderscheidde zich van het gewone Brussels, maar waarin precies is niet meer duidelijk. De 'niesklank' lijkt er deel van te zijn geweest (ge gotsj voor je gaat). In de 19e eeuw werd een literair Marollien uitgevonden dat slechts zijdelings gebaseerd was op de taal die op straat werd gesproken.
De bijoux van de Castafiore is een Marolse versie van het Kuifje-album De juwelen van Bianca Castafiore. Hergé kende het idioom door zijn grootmoeder, maar hij heeft de vertaling zelf niet gemaakt.

## Musea
In de Marollen zijn enkele musea gevestigd. Een ervan is het Art & marges museum, een museum dat zich richt op art brut, ook wel outsiderskunst genoemd. Verder is er het Museum van het Openbaar Centrum voor Maatschappelijk Welzijn van Brussel dat zowel kunstwerken vertoont, als schilderijen, wandtapijten en beeldhouwwerken, als een verzameling van historisch erfgoed dat betrekking heeft op de liefdadigheidsinstellingen die in Brussel gevestigd waren.
Ook bevindt zich in de wijk het Bruegelhuis.

## Bekende Marolliens
- Andreas Vesalius, chirurg
- Alexandre Courtois, politiecommissaris en moordenaar
- Jean Volders, socialistisch voorman
- Jef Bourgeois, Marollenprins, schilder, drijvende kracht van marionettentheater Toone
- Daniël Van Avermaet, televisie- en filmfiguur
- Toots Thielemans, jazzmuzikant
- Jean d'Osta
- Jacques Van der Biest, sociaal bewogen pastoor

## Documentaires
- De Vlaamse televisiezender Eén wijdde in het voorjaar van 2006 een aflevering van de documentaireserie Het leven zoals het is aan de Marollen en zijn inwoners.
- Entre indifférence et intervention (Etienne Noiseau, 2005, 35'47)
- La bataille des Marolles (Pierre Manuel en Jean-Jacques Péché, 1969, 60')
- Le Chantier des Gosses (Jean Harlez, 1956, 76')
- Les gens du quartier (Jean Harlez, 1955, 15')